# کرت هامل
کرت هامل (به انگلیسی: Kurt Hummel) یک شخصیت خیالی در سریال موزیکال کمدی درام شبکه رسانه‌ای فاکس یعنی گلی است. وی یک همجنسگرای علنی است و به این دلیل در دبیرستان به شدت مورد اذیت و آزار قرار می‌گیرد. این شخصیت در اولین قسمت این سریال یعنی پایلوت که در ۱۹ مه ۲۰۰۹ پخش شد معرفی گردید. در فصل اول کرت به پسری دگرجنسگرا به نام فین هادسون علاقه‌مند می‌شود ولی آن داستان باعث درگیری لفظی بین او و فین می‌شود و در آخر این دو با یکدیگر دوستان خوبی می شوند. و در فصل دوم بعد از ازدواج پدر کرت با مادر فین، تبدیل به دو برادر می شوند.
در فصل دوم و سوم کرت وارد دوستی و بعد از آن رابطه ی عاشقانه با پسری همجنسگرا به نام بلین آندرسون با بازی دارن کریس می‌شود و بین این دو نفر رابطه احساسی بسیار زیبایی وجود دارد.
شخصیت کرت از دید بازیگر آن یک فرد مغرور تصویر می‌شود. وی ترانه‌هایی را معمولاً اجرا می‌کند که بیشتر توسط زنان خوانده شده‌است. رویای کرت رفتن به برترین مدرسه تئاتر موزیکال در نیویورک است و برای رسیدن به این هدف تلاش می کند و او خود را در آینده بازیگر برادوی می بیند.
کریس کولفر برای ایفای این نقش برنده جایزه گلدن گلوب در سال ۲۰۱۱ و نامزد دو جایزه امی در سال ۲۰۱۱ و ۲۰۱۲ شده‌است و منتقدان همیشه از بازیگری وی تمجید کرده‌اند.